# Резолюция 101 на Съвета за сигурност на ООН
Резолюция 101 на Съвета за сигурност на ООН е приета на 24 ноември 1953 г. по повод конфликта в Палестина.
Като взема предвид предишните си резолюции по въпроса, като отчита двата доклада на начални-щаба на Организацията на ООН за наблюдение на спазването на примирието от 27 октомври и 9 ноември същата година и след като изслушва изявленията на представителите на правителствата на Израел и Йордания пред Съвета за сигурност, с Резолюция 101 Съветът за сигурност постановява, че репресиите в Кибия, извършени на 14 и 15 октомври 1953 от въоръжени сили на Израел, представляват нарушение на постановленията за прекратяване на огъня, съдържащи се в Резолюция 54, и са несъвместими със задълженията, поети от страните по силата на подписаното Общо споразумение за примирие между Израел и Йордания, и с Хартата на Обединените нации. Съветът за сигурност най-остро порицава тези действия, които според него биха могли да попречат на усилията за мирно решение на въпроса, и призовава Израел да предприеме съответните мерки, за да предотврати подобни актове в бъдеще. Освен това Съветът обръща сериозно внимание върху доказателствата за прекосяване на демаркационната линия, извършено от неупълномощени лица. По-нататък Съветът за сигурност призовава Израел и Йордания да си сътрудничат по между си и да оказват съдействие на началник-щаба на Организацията на ООН за примирието.
Резолюция 101 е приета с мнозинство от 9 гласа „за“, като представителите на Съветския съюз и Ливан гласуват „въздържал се“.